# Rainbow Lake (Neuseeland)
Der Rainbow Lake ist ein Gebirgssee im Southland District der Region Southland auf der Südinsel von Neuseeland.

## Geographie
Der Rainbow Lake befindet sich eingebettet von bis zu 1905 m hohen Bergen, rund 1,3 km östlich des Korako Glacier und rund 1,8 km westlich des Hollyford River/Whakatipu Kā Tuka. Der fast rechteckige See befindet sich auf einer Höhe von rund 1150 m und umfasst eine Fläche von 12 Hektar. Sein Seeumfang bemisst sich auf rund 1,54 km. Seine Ausdehnung in Nord-Süd-Richtung beträgt rund 410 m und in Ost-West-Richtung rund 395 m.
Gespeist wird der See bevorzugt vom Schmelz- und Regenwasser. Sein Abfluss ist am südöstlichen Ende des Sees zu finden. Der rund 1,7 km lange Bach trägt die Wässer dem Moraine Creek zu, der rund 1,2 km weiter in den Hollyford River/Whakatipu Kā Tuka mündet.